# Kultury popelnicových polí

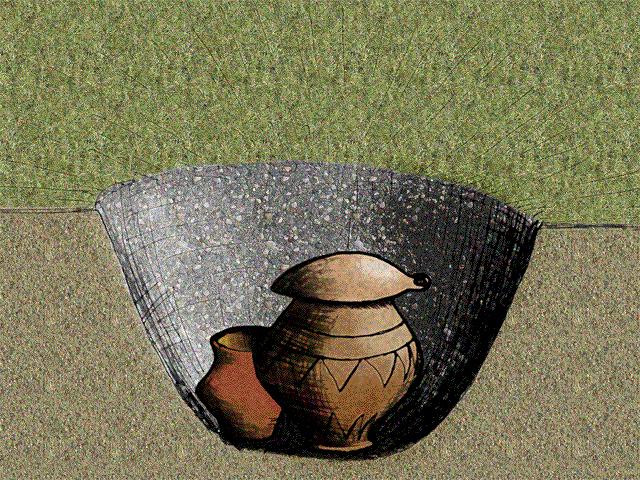
Příklad urnového hrobu

Kultury popelnicových polí (nesprávně kultura popelnicových polí) je souhrnné označení několika středoevropských kultur mladší a pozdní doby bronzové na základě toho, že měly společná tzv. popelnicová pole, tedy příbuzné projevy v pohřebním rituálu, který spočíval v žárových hrobech (navzdory názvu jak popelnicových – urnových, tak i bezpopelnicových – bezurnových žárových hrobů). Kultury popelnicových polí netvoří jeden kulturní komplex. V tomto období vznikají zárodky pozdějších dodnes známých národů, zejména Keltů a Ilyrů.

## Rozdělení

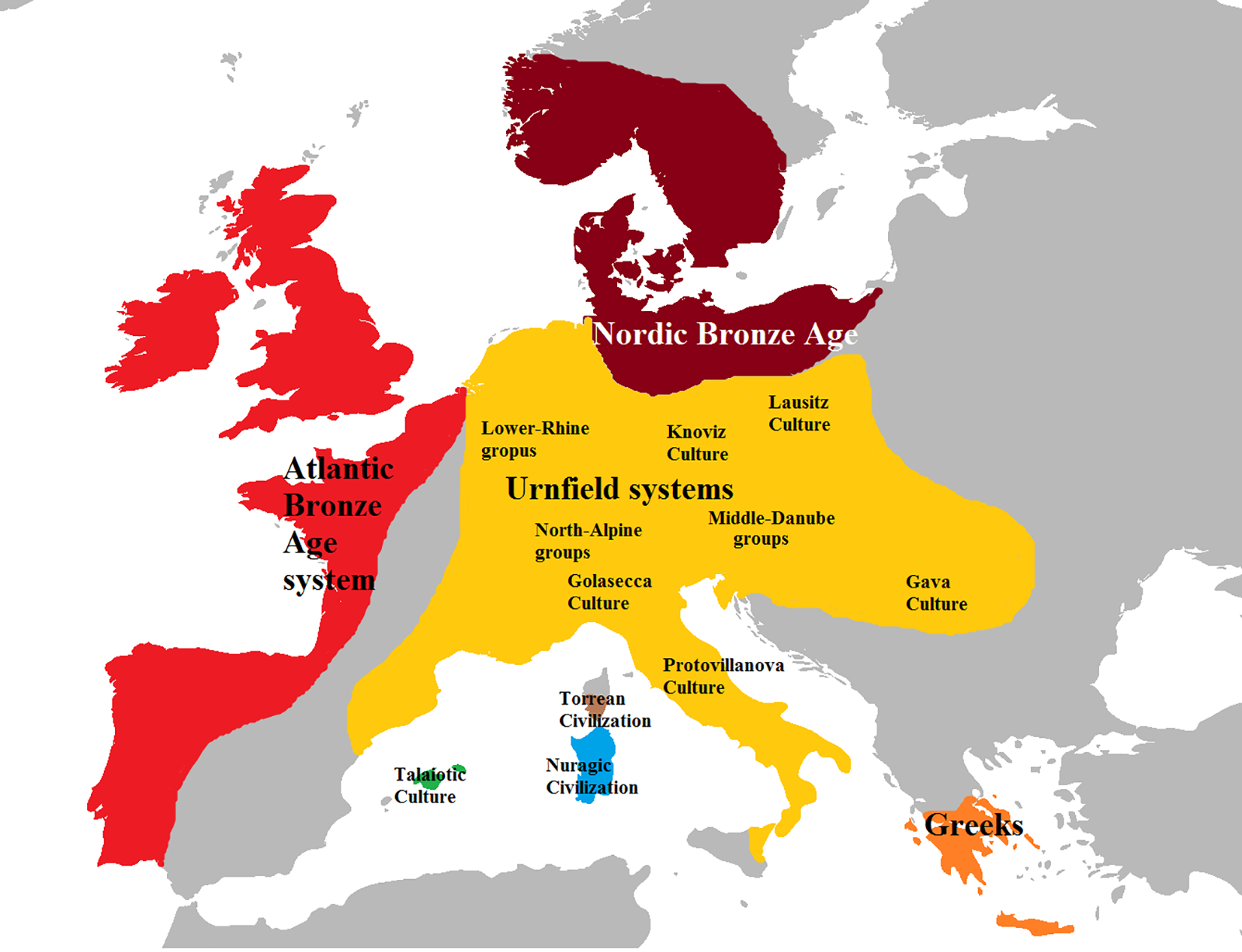
Rozšíření kultur v Evropě, kultury popelnicových polí žlutě

Kultury popelnicových polí se dělí na několik kulturních okruhů, hlavní jsou čtyři:
- okruh lužické kultury z mladší doby bronzové, které se nachází ve Slezsku, střední Moravě, ve východních Čechách, v Polsku a částečně v Německu
- okruh jihoněmeckých popelnicových polí (hornodunajská popelnicová pole) leží ve středních, severozápadních, jižních a západních Čechách a v Bavorsku
- okruh středodunajských popelnicových polí se rozkládá na jihu Moravy, v Dolním Rakousku, západním Maďarsku, v severní části Slovinska, v Chorvatsku a Srbsku (sem patří velatická kultura, podolská kultura, čakanská kultura)
- okruh jihovýchodních popelnicových polí (karpatská a dolnodunajská popelnicová pole), které se nalézají na Slovensku a v Maďarsku (sem patří pilinská kultura, kultura Suciu de Sus, kyjatická kultura, gávská kultura)

## Charakteristika
Žárový způsob pohřbívání byl znám ve staré době bronzové v některých kulturních oblastech (zejména na středním a dolním Dunaji) se ve střední době bronzové postupně rozšiřoval na další území. Od začátku mladší doby bronzové až po pozdní dobu bronzovou (13. století př. Kr. – 8. století př. Kr.) se stal na rozsáhlém území obecným projevem popelnicového i bezpopelnicového pohřbívání od Britských ostrovů až po Balkán a na druhé straně po Pyrenejský poloostrov.
V období popelnicových polí nastaly významné změny v ekonomické, politické a sociální oblasti, doprovázené prudkým vzrůstem počtu obyvatelstva. Rozvoj řemesel (metalurgie bronzu) a obchodu podporoval růst sociální diferenciace, politickou a vojenskou nadvládu kmenových náčelníků a vojenských vůdců, jejichž vnějším projevem síly a nadvlády jsou bohatě vybavené hroby – mohyly – stojící v protikladu k nenáročným plochým hrobům prostého lidu.

## Středodunajská popelnicová pole
Středodunajská kultura popelnicových polí je původem snad illyrská a vznikla postupným vývojem ze středodunajské mohylové kultury za předpokladu vlivu z okolních oblastí. Změna kultu se projevila v přechodu z kostrového mohylového na žárové pod vlivem kultury popelnicových polí. Kultura je rozšířena na jižní Moravě kolem řeky Moravy, Dyje, Svitavy a Svratky. Sídliště byla jak nížinná tak i výšinná, mohla být opevněná nebo neopevněná. Mezi výšinná opevněná sídliště patří například Cezavy u Blučiny, Stolová Hora nebo Réna u Ivančic. K nížinným neopevněným stavbám řadíme sídliště v Lovčičkách (40 kůlových staveb, 2 domy o délce 20 m) nebo v Brně-Medlánkách. Středodunajská popelnicová pole se dělí na dvě složky, a to velatický stupeň (starší) a podolský stupeň (mladší). V minulosti se tyto stupně považovaly za samostatné kultury. Tyto kultury byly rozeznány na počátku 20. století.
Obraz kultury popelnicového středodunajského okruhu vyžaduje ještě nové výzkumy pro zpřesnění oněch náboženských změn, které vedly k oblibě popelnicového ritu. Proto je nedořešena otázka přímého průniku lidu lužické kultury do území středodunajské mohylové kultury, jakož i samotný vliv severnějších skupin středodunajské mohylové kultury (hradiště Kroměříž) na vznik samotné lužické kultury.

### Velatická kultura
Klasifikoval ji J. Böhm. Ve Velaticích byl nalezen významný hrob o velikosti 2x2m. Byl zde pohřben bojovník s mečem, kopím, plechovým šálkem a 20 nádobami.

### Podolská kultura
Rozpoznal ji I. L. Červenka. Domníval se, že se zde již začíná objevovat železo. Podolská kultura má svoji keramiku, např. podolská amfora, miska podolského typu (vyšší hrncovitý tvar s jedním uchem), misky se zataženým šikmo žlábkovaným okrajem. U Obřan se podolská keramika začíná míchat se slezskou.

### Hroby
Více informací než o sídlištích existuje o pohřebištích. Ta byla převážně plochá, ale objevovaly se i mohyly. Známe asi 150 pohřebišť (z toho 2/3 spadají do velatické kultury a 1/3 do podolské kultury). Ploché hroby byly tvořeny jámou kruhového tvaru (0,5 – 1 m), větší hroby byly překryty kameny a je možné že nad nimi byla postavena mohyla. Uprostřed hrobu stála popelnice s popelem zemřelého, často se k tomuto účelu používala amfora, kolem které se stavěly další nádoby. Známe mohyly se vyskytují v Podolí, na Žurání a ve městě Čadca. Mezi bohaté hroby patří hrob bojovníka z Ivančic, ve kterém byl nalezen meč, kopí, jehlice, bronzové nádoby a keramika. Druhým je hrob z Brna-Obřan. V něm se nacházelo pět keramických nádob, železný meč, kopí, sekera, nůž, zlatý šperk a brousek.

### Keramika
Stará mohylová velatická keramika se vyznačovala především dvouuchými amforami s uchem na hrdle, okříny, hrnci s uchem i bez uch, zásobnicemi. Mísy byly kónické, jemně esovité s prohnutým hrdlem, jejich spodní část byla rýhovaná nebo prstovaná. Velatická keramika měla amfory s válcovitým hrdlem, byly to etážovité nádoby. Mísy měly tordované okraje, šálky byly se zaječími oušky zvednutými nad okraj a zásobnice měla válcovité hrdlo. Keramika mladovelatická postupně přecházela k podunajskému stupni a od velatické keramiky se mírně odlišovala. Amfory měly vlnovité hrdlo, šálky se vyskytovaly málo, zásobnice měly hrdlo více rozevřené. Keramika podunajského typu se vyznačovala džbánky s jedním uchem a s prohnutým hrdlem a hrnky měly okraj nad uchem zvýšený a byly zdobeny rýhami.

### Kovové předměty
Bronzové nádoby se vyráběly z tenkého plechu. Z kovu se vyráběly různé ozdoby, jako například vlasové ozdoby, nákrčníky, závěsky, hrálovité závěsky, spony štítové i hýlovité, náramky zdobené i nezdobené do tvaru C, jehlice atd. Důležitější byly kovové pracovní nástroje. Vyráběly se sekery, srpy s trnem, nože s trnem, dlátka atd. Nedílnou součástí výbavy lidí byly zbraně – kopí, palice s rukojetí, dýky s jazykovitou nebo plnou rukojetí. Objevují se také první předměty osobní potřeby jako byla například břitva.

## Kultury popelnicových polí na Slovensku
Na Slovensku se vyskytovaly tyto kultury popelnicových polí: lužická kultura, velatická kultura, čakanská kultura (čačianská kultura), podolská kultura, pilinská kultura, kultura Suciu de Sus, kyjatická kultura, gávská kultura.